# Verdienstkreuz (Niederlande)

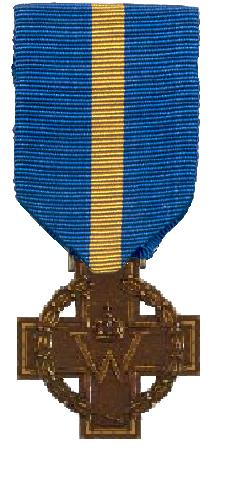
Verdienstkreuz

Das Verdienstkreuz wurde am 20. Februar 1941 von Königin Wilhelmina der Niederlande für Zivil- und Militärpersonen gestiftet, die sich bei feindlichen Aktionen durch mutiges und entschlossenes Auftreten ausgezeichnet und dadurch im Interesse des Vaterlandes gehandelt haben.
Eine Verleihung ist auch an Ausländer möglich.

## Aussehen
Die Dekoration ist ein bronzenes griechisches Kreuz mit der gekrönten Initiale W (Wilhelmina) in der Mitte, das von einem Lorbeerkranz umgeben ist. Rückseitig ist der niederländische Löwe mit der Umschrift Voor Verdienste (Für Verdienste) zu sehen. 

## Trageweise
Das Kreuz wird an einem blauen Band mit einem gelben Mittelstreifen auf der linken Brust getragen. 

## Sonstiges
Für wiederholte Verleihung wird eine entsprechende arabische Zahl aus Bronze auf dem Band angebracht.